# Drieschnitz-Vorwerk
Drieschnitz-Vorwerk (niedersorbisch Drěžniski Forwark) ist ein Gemeindeteil von Drieschnitz-Kahsel, einem Ortsteil der Gemeinde Neuhausen/Spree im Landkreis Spree-Neiße in Brandenburg. In dem Ort leben 46 Menschen auf 13 Höfe verteilt.
Die Ursprünge des Dorfes gehen auf eine eher ungewöhnliche Geschichte zurück: Eine Schafsherde war einst der Auslöser dafür, dass sich erste Menschen hier niederließen. Um diese Herde herum entstand nach und nach eine Siedlung. Der Name Drieschnitz-Vorwerk leitet sich von der Nähe zum benachbarten Ort Drieschnitz ab.
Trotz seiner geringen Größe ist das Dorf geprägt von einem aktiven Miteinander. Besonders im April, wenn Osterfeier und Maibaumaufstellen stattfinden, kommt das Dorf zusammen. Auch in anderen Monaten gibt es kleinere Feste, Treffen und gesellige Abende, die zeigen: In Drieschnitz-Vorwerk lebt das Dorfleben noch bodenständig und herzlich.

## Lage
Drieschnitz-Vorwerk liegt in der Niederlausitz. Umliegende Ortschaften sind Komptendorf im Norden, Gablenz und Trebendorf in der Gemeinde Wiesengrund im Nordosten, Mattendorf (ebenfalls zu Wiesengrund) im Osten, die zu Spremberg gehörenden Ortsteile Hornow-Vorwerk im Südosten, Hornow im Süden, Kahsel im Westen sowie Drieschnitz im Nordwesten.
Drieschnitz-Vorwerk ist über eine Gemeindestraße mit der knapp zwei Kilometer nördlich des Ortes verlaufenden Kreisstraße 7112 verbunden.

## Verwaltungszugehörigkeit
Drieschnitz-Vorwerk gehört seit jeher zum Ortsteil Drieschnitz. Zusammen mit diesem kam der Ort als Folge des Wiener Kongresses an das Königreich Preußen. Am 1. Juli 1950 wurde Drieschnitz mit dem Vorwerk dem damals neu gebildeten Kreis Spremberg zugeordnet. Ab dem 1. Januar 1974 lag das Vorwerk in der nach der Zusammenlegung von Drieschnitz und Kahsel entstandenen Gemeinde Drieschnitz-Kahsel. Nach der Wende lag Drieschnitz-Vorwerk ab dem 16. Juli 1992 im Amt Neuhausen/Spree und wurde nach der Kreisreform in Brandenburg am 6. Dezember 1993 dem neuen Landkreis Spree-Neiße zugeordnet. Zum 19. September 2004 wurde Drieschnitz-Kahsel mit dem Gemeindeteil Drieschnitz-Vorwerk nach Neuhausen/Spree eingemeindet.